# 672 هـ
672 هـ هِي سنة في التقويم الهجري امتدت مقابلةً في التقويم الميلادي بين سنتي 1273 و1274.

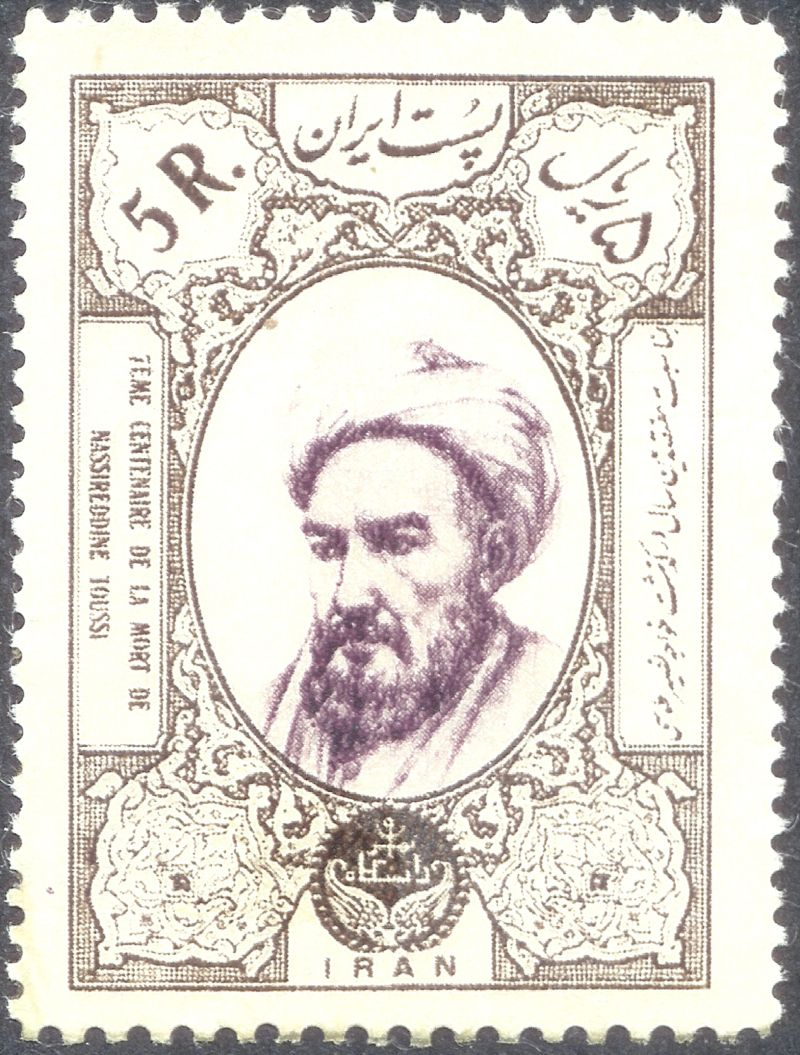
نصير الدين الطوسي

## مواليد
- ابن اجروم
- أبو الفداء
- ابن الطقطقي
- محمد بن آجروم

## وفيات
- أبو الحسين ابن الجزار
- ابن مالك
- أبو عبد الله الشاطبي
- نصير الدين الطوسي